# Noyers-Bocage
Noyers-Bocage é uma ex-comuna francesa na região administrativa da Normandia, no departamento de Calvados. Estendeu-se por uma área de 8,86 km². Em 2010 a comuna tinha 2 348 habitantes (densidade: 265 hab./km²).
Em 1 de janeiro de 2016 foi fundida com a comuna de Missy para a criação da nova comuna de Noyers-Missy.